# Campeonato Mineiro de Futebol de 2023 - Módulo I
O Campeonato Mineiro de Futebol de 2023 - Módulo I, ou Campeonato Mineiro Sicoob 2023 por motivos de patrocínio, foi a 109ª edição da principal divisão do futebol Mineiro. Organizado pela Federação Mineira de Futebol (FMF) e disputado por 12 clubes entre 21 de janeiro e 9 de abril. A competição teve regulamento alterado em relação ao ano anterior.
O campeão foi o Atlético Mineiro, pela 48ª vez, após vencer os dois jogos da final contra o América Mineiro. O clube conquistou o seu quarto título seguido da competição.

## Regulamento e Novo formato

### Fase de grupos
O Módulo I será disputado pelas dez equipes participantes do  Módulo I de 2022 não rebaixadas, além das duas equipes promovidas do  Módulo II de 2022. Essas 12 equipes disputarão o torneio divididos em três grupos de quatro times na primeira fase. A exemplo do que ocorre no Campeonato Paulista, as equipes duelarão apenas com adversários dos outros grupos.

### Fase Final
Será disputada em formato eliminatório (conhecida como "mata-mata", com semifinais e final), com confrontos de ida e volta nas semifinais e na grande decisão. O time de melhor campanha na fase inicial terá vantagem de dois empates ou vitória e derrota pelo mesmo saldo de gols.

### Rebaixamento
De acordo com a alteração realizada pela Federação Mineira de Futebol, o descenso será decidido em um triangular disputado pelos três times de pior campanha geral na fase inicial. Ou seja, não necessariamente o último de um grupo irá disputar o triangular, podendo este ter feito uma melhor campanha comparado com outras equipes de outros grupos.

### Classificação Final
Encerradas todas as fases da Competição (Fase Classificatória, Semifinal, Final, Troféu Inconfidência e Repescagem), a classificação final servirá de critério exclusivo para definição das equipes participantes em competições nacionais da temporada seguinte, com três vagas para o Campeonato Brasileiro – Série D e quatro vagas para a Copa do Brasil, respeitando as seguintes premissas:
1. a equipe campeã do Troféu Inconfidência, obrigatoriamente, será a 5ª colocada na classificação final, independente dos pontos obtido na Fase Classificatória;
2. a equipe vice-campeã do Troféu Inconfidência, obrigatoriamente, será a 6ª colocada na classificação final, independente dos pontos obtido na Fase Classificatória;
3. as 03 (três) última colocações serão definidas de acordo com a pontuação da Fase Repescagem, independente dos pontos obtidos na Fase Classificatória.

## Equipes participantes

### Participantes
| Equipe                       | Cidade               | Em 2022 | Estádio           | Capacidade | Títulos (último) |
| ---------------------------- | -------------------- | ------- | ----------------- | ---------- | ---------------- |
| América Futebol Clube        | Belo Horizonte       | 5º      | Independência     | 23.019     | 16 (2016)        |
| Clube Atlético Mineiro       | Belo Horizonte       | 1º      | Mineirão          | 61.846     | 47 (2022)        |
| Athletic Club                | São João del-Rei     | 3º      | Joaquim Portugal  | 3.500      | 0                |
| Associação Atlética Caldense | Poços de Caldas      | 4º      | Ronaldão          | 7.600      | 1 (2002)         |
| Cruzeiro Esporte Clube       | Belo Horizonte       | 2º      | Independência     | 23.019     | 38 (2019)        |
| Esporte Clube Democrata      | Governador Valadares | 7º      | Mamudão           | 8.675      | 0                |
| Democrata Futebol Clube      | Sete Lagoas          | 1º (II) | Arena do Jacaré   | 18.870     | 0                |
| Ipatinga Futebol Clube       | Ipatinga             | 2º (II) | Ipatingão         | 22.500     | 1 (2005)         |
| Clube Atlético Patrocinense  | Patrocínio           | 9º      | Pedro Alves       | 10.250     | 0                |
| Pouso Alegre Futebol Clube   | Pouso Alegre         | 10º     | Manduzão          | 26.000     | 0                |
| Tombense Futebol Clube       | Tombos               | 8º      | Soares de Azevedo | 10.000     | 0                |
| Villa Nova Atlético Clube    | Nova Lima            | 6º      | Castor Cifuentes  | 5.160      | 5 (1951)         |

## Estádios
| América Mineiro              | Athletic | Atlético Mineiro | Democrata GV              |
| ---------------------------- | --- | --- | ------------------------- |
| Independência                | Joaquim Portugal | Mineirão | Mamudão                   |
| Capacidade: 23 019           | Capacidade: 3 500 | Capacidade: 61 846 | Capacidade: 8 675         |
|                              | | \| |                           |
| Caldense                     | Democrata GV Caldense Villa Nova Belo Horizonte Tombense Athletic Patrocinense Ipatinga Pouso Alegre Democrata Equipes de Belo Horizonte: América Atlético CruzeiroLocalização dos times no estado. | Democrata GV Caldense Villa Nova Belo Horizonte Tombense Athletic Patrocinense Ipatinga Pouso Alegre Democrata Equipes de Belo Horizonte: América Atlético CruzeiroLocalização dos times no estado. | Villa Nova                |
| Ronaldão                     | Democrata GV Caldense Villa Nova Belo Horizonte Tombense Athletic Patrocinense Ipatinga Pouso Alegre Democrata Equipes de Belo Horizonte: América Atlético CruzeiroLocalização dos times no estado. | Democrata GV Caldense Villa Nova Belo Horizonte Tombense Athletic Patrocinense Ipatinga Pouso Alegre Democrata Equipes de Belo Horizonte: América Atlético CruzeiroLocalização dos times no estado. | Castor Cifuentes          |
| Capacidade: 7 600            | Democrata GV Caldense Villa Nova Belo Horizonte Tombense Athletic Patrocinense Ipatinga Pouso Alegre Democrata Equipes de Belo Horizonte: América Atlético CruzeiroLocalização dos times no estado. | Democrata GV Caldense Villa Nova Belo Horizonte Tombense Athletic Patrocinense Ipatinga Pouso Alegre Democrata Equipes de Belo Horizonte: América Atlético CruzeiroLocalização dos times no estado. | Capacidade: 5 670         |
|                              | Democrata GV Caldense Villa Nova Belo Horizonte Tombense Athletic Patrocinense Ipatinga Pouso Alegre Democrata Equipes de Belo Horizonte: América Atlético CruzeiroLocalização dos times no estado. | Democrata GV Caldense Villa Nova Belo Horizonte Tombense Athletic Patrocinense Ipatinga Pouso Alegre Democrata Equipes de Belo Horizonte: América Atlético CruzeiroLocalização dos times no estado. |                           |
| Cruzeiro                     | Democrata GV Caldense Villa Nova Belo Horizonte Tombense Athletic Patrocinense Ipatinga Pouso Alegre Democrata Equipes de Belo Horizonte: América Atlético CruzeiroLocalização dos times no estado. | Democrata GV Caldense Villa Nova Belo Horizonte Tombense Athletic Patrocinense Ipatinga Pouso Alegre Democrata Equipes de Belo Horizonte: América Atlético CruzeiroLocalização dos times no estado. | Patrocinense              |
| Independência                | Democrata GV Caldense Villa Nova Belo Horizonte Tombense Athletic Patrocinense Ipatinga Pouso Alegre Democrata Equipes de Belo Horizonte: América Atlético CruzeiroLocalização dos times no estado. | Democrata GV Caldense Villa Nova Belo Horizonte Tombense Athletic Patrocinense Ipatinga Pouso Alegre Democrata Equipes de Belo Horizonte: América Atlético CruzeiroLocalização dos times no estado. | Pedro Alves do Nascimento |
| Capacidade: 23 019           | Democrata GV Caldense Villa Nova Belo Horizonte Tombense Athletic Patrocinense Ipatinga Pouso Alegre Democrata Equipes de Belo Horizonte: América Atlético CruzeiroLocalização dos times no estado. | Democrata GV Caldense Villa Nova Belo Horizonte Tombense Athletic Patrocinense Ipatinga Pouso Alegre Democrata Equipes de Belo Horizonte: América Atlético CruzeiroLocalização dos times no estado. | Capacidade: 10 250        |
|                              | Democrata GV Caldense Villa Nova Belo Horizonte Tombense Athletic Patrocinense Ipatinga Pouso Alegre Democrata Equipes de Belo Horizonte: América Atlético CruzeiroLocalização dos times no estado. | Democrata GV Caldense Villa Nova Belo Horizonte Tombense Athletic Patrocinense Ipatinga Pouso Alegre Democrata Equipes de Belo Horizonte: América Atlético CruzeiroLocalização dos times no estado. |                           |
| Tombense                     | Pouso Alegre | Ipatinga | Democrata-SL              |
| Antônio Guimarães de Almeida | Manduzão | Ipatingão | Arena do Jacaré           |
| Capacidade: 3 050            | Capacidade: 26 000 | Capacidade: 22 500 | Capacidade: 18 870        |
|                              | | |                           |

## Primeira fase
Classificados para as semifinais do Campeonato
     Classificados para as semifinais do Troféu Inconfidência 2023
     Triangular do Rebaixamento

### Grupo A
| Pos. | Equipe           | Pts | J | V | E | D | GP | GC | SG  | AP |
| ---- | ---------------- | --- | - | - | - | - | -- | -- | --- | -- |
| 1    | Atlético Mineiro | 20  | 8 | 6 | 2 | 0 | 15 | 5  | +10 | 83 |
| 2    | Athletic         | 15  | 8 | 4 | 3 | 1 | 13 | 8  | +5  | 63 |
| 3    | Villa Nova       | 10  | 8 | 3 | 1 | 4 | 8  | 14 | –6  | 42 |
| 4    | Pouso Alegre     | 10  | 8 | 2 | 4 | 2 | 7  | 10 | –3  | 42 |

### Grupo B
| Pos. | Equipe          | Pts | J | V | E | D | GP | GC | SG | AP |
| ---- | --------------- | --- | - | - | - | - | -- | -- | -- | -- |
| 1    | América Mineiro | 18  | 8 | 5 | 3 | 0 | 15 | 6  | +9 | 75 |
| 2    | Caldense        | 5   | 8 | 1 | 2 | 5 | 9  | 15 | –6 | 21 |
| 3    | Patrocinense    | 4   | 8 | 1 | 1 | 6 | 8  | 13 | –5 | 17 |
| 4    | Democrata-SL    | 4   | 8 | 0 | 4 | 4 | 6  | 12 | –6 | 17 |

### Grupo C
| Pos. | Equipe       | Pts | J | V | E | D | GP | GC | SG | AP |
| ---- | ------------ | --- | - | - | - | - | -- | -- | -- | -- |
| 1    | Cruzeiro     | 12  | 8 | 3 | 3 | 2 | 11 | 7  | +4 | 50 |
| 2    | Tombense     | 11  | 8 | 3 | 2 | 3 | 14 | 12 | +2 | 46 |
| 3    | Democrata GV | 10  | 8 | 2 | 4 | 2 | 8  | 10 | –2 | 42 |
| 4    | Ipatinga     | 9   | 8 | 2 | 3 | 3 | 9  | 11 | –2 | 38 |

### Confrontos
| Mandante \| Visitante | AME | ATH | CAM | CAL | CRU | DGV | DSL | IPA | PAT | POU | TOM | VIL |
| --------------------- | --- | --- | --- | --- | --- | --- | --- | --- | --- | --- | --- | --- |
| América-MG            | —   |     |     |     | 1–0 | 2–1 |     |     |     |     | 3–1 | 2–1 |
| Athletic              | 1–1 | —   |     | 3–2 |     |     |     | 2–0 |     |     | 3–1 |     |
| Atlético-MG           | 1–1 |     | —   | 2–1 |     |     | 3–0 |     | 2–1 |     |     |     |
| Caldense              |     |     |     | —   | 1–2 | 2–2 |     | 0–1 |     |     |     | 2–1 |
| Cruzeiro              |     | 1–1 | 1–1 |     | —   |     | 1–1 |     |     | 0–1 |     |     |
| Democrata-GV          |     | 1–1 | 0–3 |     |     | —   | 1–0 |     |     | 1–0 |     |     |
| Democrata-SL          |     | 1–2 |     |     |     |     | —   | 2–2 |     | 0–0 |     | 0–1 |
| Ipatinga              | 1–1 |     | 0–1 |     |     |     |     | —   | 2–1 | 1–1 |     |     |
| Patrocinense          |     | 1–0 |     |     | 1–2 | 1–1 |     |     | —   |     | 1–2 |     |
| Pouso Alegre          | 0–4 |     |     | 1–1 |     |     |     |     | 3–2 | —   | 1–1 |     |
| Tombense              |     |     | 1–2 | 3–0 |     |     | 2–2 |     |     |     | —   | 3–0 |
| Villa Nova            |     |     |     |     | 0–4 | 1–1 |     | 3–2 | 1–0 |     |     | —   |

Em vermelho, os jogos da próxima rodada.
Em negrito, os jogos clássicos.
| Vitória do mandante | Vitória do visitante | Empate |

## Recopa Mineira
| 14 de janeiro | Athletic                   | 1 – 0  | Democrata GV | Estádio Joaquim Portugal, São João del-Rei |
| 15:00         | Gabriel Marques 90' (g.c.) | Súmula |              | Árbitro: Felipe Fernandes de Lima          |

| Recopa Mineira 2023           |
| Brasil                        |
| ----------------------------- |
| Athletic Campeão (1.º título) |

## Triangular do Rebaixamento
Rebaixados para o Módulo II em 2024
| Pos. | Equipe       | Pts | J | V | E | D | GP | GC | SG | AP |
| ---- | ------------ | --- | - | - | - | - | -- | -- | -- | -- |
| 1    | Patrocinense | 7   | 3 | 2 | 1 | 0 | 4  | 1  | +3 | 78 |
| 2    | Caldense     | 4   | 4 | 1 | 1 | 2 | 3  | 3  | 0  | 33 |
| 3    | Democrata-SL | 3   | 3 | 1 | 0 | 2 | 1  | 4  | –3 | 33 |

### Confrontos
| Mandante \| Visitante | CAL | DSL | PAT |
| --------------------- | --- | --- | --- |
| Caldense              | —   | 2–0 | 1–1 |
| Democrata-SL          | 1–0 | —   | —   |
| Patrocinense          | 1–0 | 2–0 | —   |

Em vermelho, os jogos da próxima rodada.
Em negrito, os jogos clássicos.
| Vitória do mandante | Vitória do visitante | Empate |

## Troféu Inconfidência
Em itálico, as equipes que jogarão por dois resultados iguais no resultado agregado ou uma vitória e uma derrota pela mesma diferença de gols, por terem melhor campanha na fase inicial. Em negrito as equipes que avançaram de fase.
|  | Semifinais   | Semifinais | Semifinais | Semifinais |   |            | Final | Final | Final | Final |
|  |              |            |            |            |   |            |       |       |       |       |
|  | Villa Nova   | 2          | 2          | 4          |   |            |       |       |       |       |
|  | Democrata GV | 0          | 0          | 0          |   |            |       |       |       |       |
|  | Democrata GV | 0          | 0          | 0          |   | Villa Nova | 1     | 2     | 3     |       |
|  |              |            |            |            |   | Villa Nova | 1     | 2     | 3     |       |
|  |              | Tombense   | 2          | 3          | 5 |            |       |       |       |       |
|  | Tombense     | Tombense   | 2          | 3          | 5 | 2          | 0     | 2     |       |       |
|  | Tombense     |            |            |            |   | 2          | 0     | 2     |       |       |
|  | Pouso Alegre | 2          | 0          | 2          |   |            |       |       |       |       |

## Fase final
Em itálico, as equipes que jogarão por dois resultados iguais no resultado agregado ou uma vitória e uma derrota pela mesma diferença de gols, por terem melhor campanha na fase inicial. Em negrito as equipes que avançaram de fase.
|  | Semifinais       | Semifinais      | Semifinais | Semifinais |   |                  | Final | Final | Final | Final |
|  |                  |                 |            |            |   |                  |       |       |       |       |
|  | Atlético Mineiro | 0               | 1          | 1          |   |                  |       |       |       |       |
|  | Athletic         | 1               | 0          | 1          |   |                  |       |       |       |       |
|  | Athletic         | 1               | 0          | 1          |   | Atlético Mineiro | 3     | 2     | 5     |       |
|  |                  |                 |            |            |   | Atlético Mineiro | 3     | 2     | 5     |       |
|  |                  | América Mineiro | 2          | 0          | 2 |                  |       |       |       |       |
|  | América Mineiro  | América Mineiro | 2          | 0          | 2 | 2                | 2     | 4     |       |       |
|  | América Mineiro  |                 |            |            |   | 2                | 2     | 4     |       |       |
|  | Cruzeiro         | 0               | 1          | 1          |   |                  |       |       |       |       |

### Semifinais
Ida
| 11 de março | Cruzeiro | 0 – 2  | América Mineiro           | Arena do Jacaré, Sete Lagoas                                           |
| 16:30       |          | Súmula | Aloísio 24' · Juninho 61' | Público: 19 927 Renda: R$ 625.347,50 Árbitro: MG Paulo César Zanovelli |

| 12 de março | Athletic              | 1 – 0  | Atlético Mineiro | Arena Unimed, São João del-Rei                                      |
| 16:00       | Jonathan 45+4' (pen.) | Súmula |                  | Público: 2 303 Renda: R$ 317.400,00 Árbitro: MG Ronei Cândido Alves |

Volta
| 18 de março | Atlético Mineiro | 1 – 0               | Athletic | Independência, Belo Horizonte                                             |
| 16:30       | Hulk 53'         | Súmula Estatísticas |          | Público: 21 760 Renda: R$ 790.126,00 Árbitro: MG Felipe Fernandes de Lima |

| 19 de março | América Mineiro       | 2 – 1 | Cruzeiro           | Independência, Belo Horizonte                                                       |
| 18:00       | Aloísio 33' · Alê 90' |       | Lucas Oliveira 78' | Público: 5 132 Renda: R$ 219.500,09 Árbitro: MG André Luiz Skettino Policarpo Bento |

### Finais
Ida
| 1 de abril | América Mineiro    | 2 – 3 | Atlético Mineiro                   | Independência, Belo Horizonte |
| 16:30      | Benítez 45+3', 51' |       | Pavón 2' · Hyoran 34' · Hulk 90+7' |                               |

Volta
| 9 de abril | Atlético Mineiro    | 2 – 0 | América Mineiro | Mineirão, Belo Horizonte |
| 16:30      | Hulk 26' (pen), 70' |       |                 |                          |

## Premiação
O Athletic Club foi o único time do interior classificado para as semifinais, garantindo o título antecipado de Campeão do Interior 2023.
| Campeonato Mineiro de 2023             |
| Border                                 |
| -------------------------------------- |
| Atlético Mineiro Campeão (48.º título) |

| Troféu do Interior 2023       |
| Brasil                        |
| ----------------------------- |
| Athletic Campeão (2.º título) |

| Troféu Inconfidência 2023     |
| Brasil                        |
| ----------------------------- |
| Tombense Campeão (1.º título) |

## TV Aberta
Essa foi a lista de jogos transmitidos pela TV Aberta.
1ª rodada
| 21 de janeiro | Atlético Mineiro            | 2 – 1 | Caldense              | Independência, Belo Horizonte |  |
| 16:30         | Hulk 25' (pen.), 71' (pen.) |       | Patrick Marcelino 31' |                               |  |

2ª rodada
| 28 de janeiro | Cruzeiro         | 1 – 1 | Athletic            | Independência, Belo Horizonte |  |
| 10:30         | Nikão 52' (pen.) |       | Welinton Torrão 12' |                               |  |

3ª rodada
| 4 de fevereiro | América Mineiro      | 1 – 0 | Cruzeiro | Mané Garrincha, Brasília |  |
| 16:30          | Henrique Almeida 78' |       |          |                          |  |

6ª rodada
| 18 de fevereiro | Atlético Mineiro                 | 2 – 1 | Patrocinense | Independência, Belo Horizonte |  |
| 16:30           | Eduardo Vargas 23' · Hulk 90+10' |       | Réver 32'    |                               |  |

7ª rodada
| 23 de fevereiro | Caldense              | 1 – 2 | Cruzeiro                                       | Ronaldão, Poços de Caldas |  |
| 16:30           | Patrick Marcelino 64' |       | Daniel Júnior 16' · Bruno Rodrigues 38' (pen.) |                           |  |

| 25 de fevereiro | Atlético Mineiro | 1 – 1 | América Mineiro     | Mineirão, Belo Horizonte |  |
| 16:30           | Patrick 23'      |       | Ricardo Silva 45+3' |                          |  |

8ª rodada
| 4 de março | América Mineiro                             | 3 – 1 | Tombense       | Independência, Belo Horizonte |  |
| 16:30      | Wellington Paulista 58', 66' · Everaldo 77' |       | Marcelinho 48' |                               |  |

Semifinais (Ida)
| 11 de março | Cruzeiro | 0 – 2 | América Mineiro           | Arena do Jacaré, Sete Lagoas |  |
| 16:30       |          |       | Aloísio 24' · Juninho 61' |                              |  |

Semifinais (Volta)
| 18 de março | Atlético Mineiro | 1 – 0 | Athletic | Independência,Belo Horizonte |
| 16:30       |                  |       |          |                              |

## Estatísticas
Atualizado em 10 de abril de 2023
| Gols[carece de fontes?] | Jogador             | Equipe           |
| ----------------------- | ------------------- | ---------------- |
| 11                      | Hulk                | Atlético Mineiro |
| 10                      | Daniel Amorim       | Tombense         |
| 5                       | Neto Costa          | Patrocinense     |
| 4                       | Aloísio             | América Mineiro  |
| 4                       | Bruno Rodrigues     | Cruzeiro         |
| 4                       | Dodô                | Villa Nova       |
| 4                       | Luan                | Villa Nova       |
| 4                       | Wellington Paulista | América Mineiro  |

| Total[carece de fontes?] | Jogador            | Equipe          |
| ------------------------ | ------------------ | --------------- |
| 4                        | Juninho            | América Mineiro |
| 4                        | Matheus Frizzo     | Tombense        |
| 3                        | Gabriel Galhardo   | Patrocinense    |
| 3                        | Nael               | Democrata GV    |
| 3                        | Vinicius Rodrigues | Villa Nova      |
| 2                        | Bruno Rodrigues    | Cruzeiro        |
| 2                        | Dodô               | Villa Nova      |
| 2                        | Erick Salles       | Caldense        |
| 2                        | Fabrício Bigode    | Caldense        |
| 2                        | Márcio Júnior      | Ipatinga        |